# Maria Leopoldine Klausberger
Maria Leopoldine Klausberger (* 2. Dezember 1888 in Oberhollabrunn; † 21. Jänner 1944 in Wien) war eine österreichische Journalistin und Frauenrechtlerin.

## Leben und Wirken
Maria Leopoldine Klausberger, Tochter eines Oberlehrers, besuchte das Mädchenlyzeum und danach als außerordentliche Hörerin die juristische Vorlesungen an der Universität in Wien.
Sie begann ihre Laufbahn als Journalistin im Redaktionsstab der 1908 gegründeten Fachzeitung Der Österreichische Volkswirt. 1934 wurde Klausberger Herausgeberin und Eigentümerin des Verlags des Österreichischen Volkswirtes, den sie bis 1938 führte. Sie folgte Karoline Gronemann als Vorsitzende der Vereinigung arbeitender Frauen und war Vizepräsidentin der 1916 gegründeten Zentralstelle für weibliche Berufsberatung. 
Bei der Überleitung der Kriegsproduktion in die Friedenswirtschaft nach dem Ersten Weltkrieg trat sie als Vorsitzende einer Kommission des Bundes österreichischer Frauenvereine u. a. im Sozialministerium gegen die Verdrängung der weiblichen Industriearbeiterschaft ein. Im Hinblick auf das 1919 eingeführte Frauenwahlrecht widmete sich Klausberger zudem der staatsbürgerlichen Schulung österreichischer Frauen.

## Auszeichnungen
- 1930: Goldenes Ehrenzeichen für Verdienste um die Republik Österreich

## Veröffentlichungen
- Austria. A short account of its Geography, Topography, History, Constitution and Economics By Carl Brockhausen, with contributions from M. L. Klausberger and P. Schneider, Wien 1923. (Oesterreich-Bücherei. 2) (Signatur der ÖNB: 549380-B.2)
- Österreich in Wort und Bild. Hrsg. v. Carl Brockhausen unter Mitwirkung von Hans Ankwicz-Kleehoven, Elsa Brockhausen, [Maria Leopoldine Klausberger] (etc.) 1.–10. Taus. Wien 1924. (Europa in Wort und Bild. 1) (Signatur der ÖNB: 551934-C.1.Kar)
- Deutsch-Österreich. Kultur, Politik, Wirtschaft. Hrsg. unter Mitwirkung von Carl Brockhausen u. Maria Leopoldine Klausberger. Halberstadt 1927 (Signatur der ÖNB: 561.682-A.4)
- Zahlreiche Artikel in 
  - Mitteilungen der Vereinigung der arbeitenden Frauen
  - Zeitschrift für Frauenstimmrecht
  - Der Bund